# Учицки, Густав
Густав Учицки (нем. Gustav Ucicky, в русскоязычных источниках иногда ошибочно «Уцицки» или «Уцики», 6 июля 1899, Вена — 26 апреля 1961, Гамбург) — австрийский кинооператор, кинорежиссёр, который также работал в Германии.

## Биография
Родился 6 июля 1899 года в Вене. Его мать, 19-летняя незамужняя уроженка Праги Мария Учицки, работала служанкой в доме художника Густава Климта, которому она также иногда позировала. Сам Учицки впоследствии заявлял, что являлся внебрачным сыном художника. Мать Учицки до 1916 года состояла в переписке с Климтом, в письмах имеется информация о материальной поддержке ребёнка со стороны художника. Учицки вспоминал, что ребёнком бывал в мастерской Климта и наблюдал его за работой. Климт быстро выпроваживал мальчика, вручив ему обычно пару геллеров со словами: «Ты же ничего не понимаешь в живописи, пойди купи себе сладкого». Во времена Третьего рейха в подтверждение своего арийского происхождения Густав Учицки представил киностудии УФА антропологическое заключение, согласно которому у него было 23 ребра. Об идентичной аномалии у Густава Климта было широко известно.
В школьные годы Учицки подружился с одногодкой Карлом Хартлем, который жил по соседству. По окончании школы был учеником графика в Военно-географическом институте в Вене. Первые попытки стать киноактëром не увенчались успехом. В 1916 году попытался вместе с Хартлем устроиться на работу на кинофабрику «Саша» австрийского пионера кино графа Александра (Саши) Йозефа Коловрата-Краковского. Хартля приняли ассистентом режиссёра, Учицки — ассистентом оператора. Будучи также начальником отдела кино военной пресс-службы, граф Коловрат помог Учицки избежать призыва в армию и организовал его учёбу на кинооператора.
До 1918 года Учицки снимал хроникальные сюжеты. После войны работал ассистентом оператора и оператором на Саша-Фильминдустри АГ, новой студии Коловрата. В 1919 году его назначили оператором эмигрировавшего из Венгрии режиссёра Михаэля (Михая) Кертеша, с 1926 года известного в США под именем Кертиц.
С 1925 года Учицки работал также в Германии. В 1927 году дебютировал в качестве режиссёра. 31 января 1928 года после смерти графа Коловрата (3 декабря 1927 года) и его матери (4 января 1928 года) в сопровождении Хартля покинул Вену. В Мюнхене устроился на работу режиссёром студии «Эмелька». В 1929 году заключил контракт с УФА в Берлине.
С фильмами «Концерт для флейты в Сан-Суси» (1930) и «Йорк» (1931) ему впервые поручили темы, в которых исторический материал расчётливо сочетался с актуальными политическими намерениями. Тогда как «Человек без имени» (1932) по Бальзаку точно и без всяких претензий изображал частную солдатскую судьбу, в «Рассвете» (1933) солдатское поведение возводилось в ранг национальной обязанности. Этот фильм положил начало сотрудничеству с писателем Герхардом Менцелем, который до 1944 года писал сценарии всех его пропагандистских фильмов, таких как «Беженцы» (1933), «Девушка Йоханна» (1935), «Возвращение домой» (1941), приключенческих фильмов с Хансом Альберсом, в том числе «Отель Савой 217» (1936), действие которого происходит в дореволюционной Москве, и нескольких мелодрам.
В 1936 году закончился его контракт с УФА. В 1938 году он принял участие в съëмках пропагандистского фильма НСДАП «Слово и дело», посвящённого аншлюсу Австрии. Летом 1939 года вернулся в Вену и работал на «Вин-Фильм ГмбХ», начальником производства которой был Карл Хартль. Большим успехом у зрителя пользовались его фильмы «Материнская любовь» (1939) и «Почтмейстер» (1940) по «Станционному смотрителю» Пушкина с Генрихом Георге в заглавной роли (удостоен Кубка Муссолини за лучший иностранный фильм на 8-м Венецианском кинофестивале 1940 года). В 1941 году Учицки снял пропагандистский фильм «Возвращение домой» о дискриминации этнических немцев в довоенной Польше. Затем последовал ряд мелодрам. В 1944 году цензура запретила его фильм «На краю света». С 1947 года снова работал в Австрии, а с 1952 года в Западной Германии.
Умер во время подготовки к фильму «Последняя глава» 26 апреля 1961 года в Гамбурге в результате апоплексии. Похоронен на Хитцингском кладбище в Вене.
На протяжении всей своей жизни Учицки собрал коллекцию работ Густава Климта, которая включала около десяти картин и более пятнадцати рисунков. Причём некоторые из них он приобрёл из «аризированных» еврейских коллекций. В 1961 году в соответствии с договором о наследовании коллекция перешла в собственность его третьей жены, Урсулы Учицки. В 2013 году она передала Фонду Климта четыре картины и десять рисунков. При этом выяснилось, что по крайней мере одна картина — «Портрет Гертруды Лёв» (1902) — имела неоднозначное происхождение. Судебные разбирательства Урсулы Учицки с наследниками бывших владельцев окончательно завершились только в 2015 году.